# Thrinchostoma sjoestedti
Thrinchostoma sjoestedti är en biart som först beskrevs av Heinrich Friese 1909.  Thrinchostoma sjoestedti ingår i släktet Thrinchostoma och familjen vägbin. Inga underarter finns listade i Catalogue of Life.